# Steinbach von Kranichstein

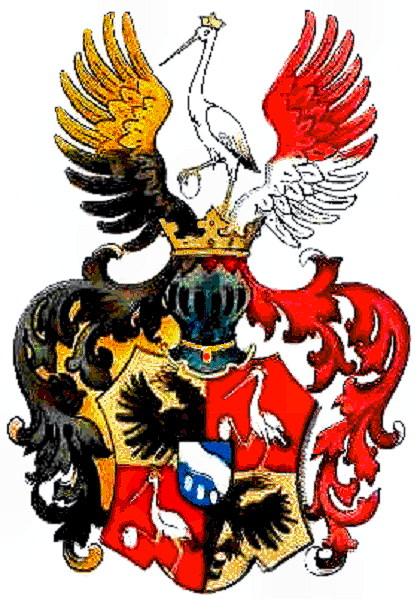
Wappen der Freiherren Steinbach von Kranichstein 1714

Die Freiherren Steinbach von Kranichstein waren ein deutschstämmiges in  Böhmen begütertes Adelsgeschlecht.

## Geschichte
Anton Steinbach (* 1615; † 1674), der Stammvater der Familie, war kaiserlicher Offizier sodann 1640 Hauptmann der Herrschaft Theusing, der 1660 die Herrschaft Lichtenstein einschließlich mehrerer kleinerer Güter im Pilsner Kreis  erwarb. Er wurde 1664 in den alten Ritterstand Böhmens mit dem Prädikat „von Kranichstein“ aufgenommen. Anton hatte Maria Magdalene Meiler von Erzberg (* 1625) geehelicht. Nach Antons Tod teilten sich seine Söhne die Besitztümer.
Benedikt Steinbach von Kranichstein († 1704) war Hauptmann des Pilsner Kreises, erhielt die Güter Groß-Straupitz (Stroupeč) und Lichtenstein. Dessen einziger Sohn Karl Max veräußerte die väterlichen Besitzungen und erhielt 1714 den Freiherrenstand.
Ernst Friedrich Steinbach von Kranichstein (1650–1688), vermählt mit Elizabeth Kuttner von Parkheim, kaufte 1677 die Güter Lohowa und Zebus, die er seinem Sohn Josef Ernst vermachte. Von dessen vier Söhnen ist nur der älteste und Erbe, Johann Wenzel († 1780), namentlich bekannt. Er wurde 1745 in den Freiherrenstand erhoben, auch kaufte er noch die Güter Dollana (Dolany) und Rakolaus dazu. Er hatte nur eine Tochter. Wenzel Graf Borzek von Dohaletz (Bořek Dohalský von Dohalice) heiratete die Erbtochter dieser Linie der Kranichstein.
Anton Franz Steinbach von Kranichstein hatte Hundschitz erhalten und 1680 Pröhlig gekauft und überließ Hundschitz seinem Bruder Franz Julius. Sein Sohn war Anton Ignaz. Georg Karl Steinbach von Kranichstein  hatte Kraschowitz geerbt. Franz Julius Steinbach von Kranichstein hatte Klenau und Wessely erhalten, dazu noch von seinem Bruder Hundschitz.
Anton Thaddäus Steinbach von Kranichstein († 1757) war Artillerie-Obristenwachtmeister, der 1757 in Breslau an seinen in der Schlacht von Leuthen erlittenen Verwundungen starb. Er war vermählt mit Barbara, geborene Logk von Nettky, eine Schwester des Saarer Abtes Otto Logk von Netky.

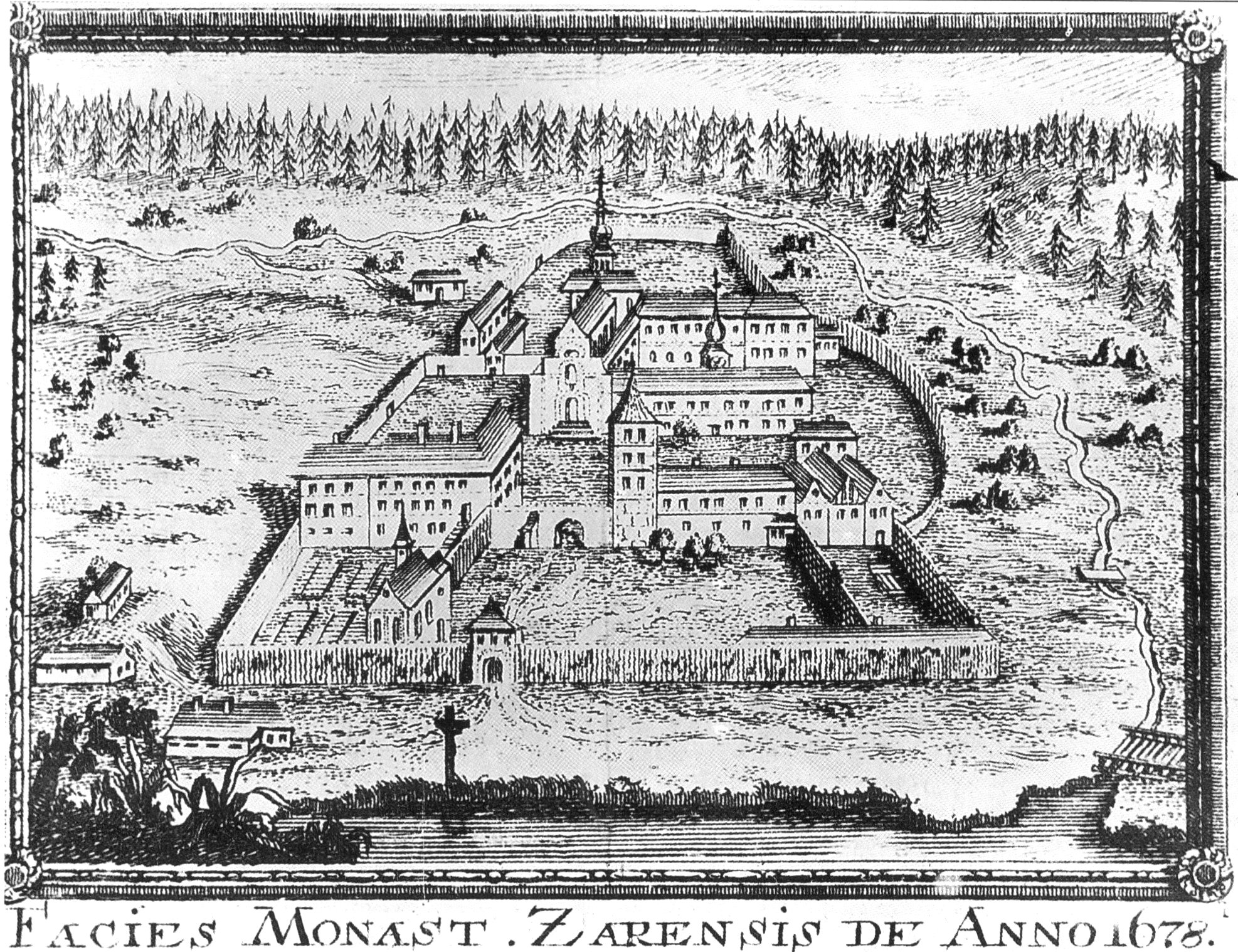
Kloster Saar 1678

Thaddäus Nepomuk Bonifaz Freiherr Steinbach von Kranichstein (* 13. November 1751 in  Rosenberg, Böhmen;  † 19. Februar 1791 in Wien), der als Mönch den Namen Otto annahm, Sohn des obigen, war seit 1782 Abt des Zisterzienserklosters Saar in Mähren. Steinbach verfasste mehrere Werke. So gab er unter anderem „Diplomatische Sammlung historischer Merkwürdigkeiten aus dem Archiv des Zisterzienserklosters Saar in Mähren“ (1783) und  „Lexikon aller in den österreichischen Staaten wirklich bestehenden Landesfürstlichen Verordnungen und Gesetze im geistlichen Fache“ (1790) heraus, auch ist der erste Teil seiner „Geschichte Mährens“ (1791) handschriftlich erhalten geblieben. Mitten aus seinem Schaffen raffte ihn ein Fieber dahin.
Mit dem Geistlichen ist das Geschlecht im Mannesstamm erloschen.

## Wappen
Geviertelt mit Herzschild, in diesem in Blau gefluteter silberner Schrägrechtsbalken, unterhalb desselben der Länge nach drei Steine. 1 und 4 in Gold ein gekrönter schwarzer Adler, aus der Spaltungslinie wachsend. 2 und 3 in Rot ein silberner gold gekrönter Kranich, einen Stein in der rechten Kralle tragend. Auf dem Helm die Krone. Aus der Krone steigt rechts ein offener, rot-silberner, rechts  ein offener, grün-goldener in der Mitte geteilter Flug, dazwischen der Kranich aus dem Schild. Die Helmdecken sind links rot-silbern und rechts grün-golden.